# Estanislao del Canto Arteaga
Estanislao del Canto Arteaga (Quillota, 23 de noviembre de 1840-Santiago, 23 de junio de 1923) fue un militar y masón chileno que participó en la Revolución de 1859, Ocupación de la Araucanía, guerra hispano-sudamericana,  guerra del Pacífico y en la guerra civil de 1891.

## Biografía
Hijo de José Alejo del Canto Alderete y de Mercedes Arteaga Moraga. En 1856 ingresa a la Escuela Militar. En 1859, participó en el combate de Cerro Grande, como sargento primero. Participó en la ocupación de la Araucanía tomando posesión de Angol, organizando su reconstrucción y fortificación. 

### Guerra con España
Durante La Guerra con España rechazó a la fragata Resolución que llegó a Talcahuano en 1866. Al final de la guerra, regresó a Arauco, cooperando en la fundación de fuertes y ciudades como Cañete.

### Guerra del Pacífico

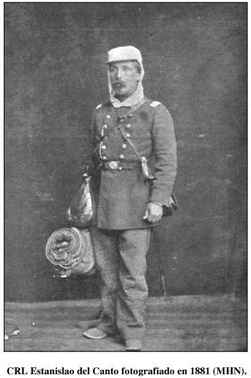
Estanislao del Canto durante la guerra del Pacífico (1881).

Con el grado de mayor, hizo las primeras campañas de la guerra del Pacífico. En abril de 1882, dirigió una división para combatir a Andrés Avelino Cáceres, derrotándolo en el Primer Combate de Pucará, aunque el jefe de la resistencia peruana pudo escapar y rehacerse. 
Además, tuvo la misión de retirar las fuerzas chilenas desde las Breñas peruanas hacia Lima; en esa etapa es que se produjo la batalla de La Concepción. Esta batalla, cuyos resultados fueron en contra del ejército de ocupación chileno, fue directa responsabilidad de Del Canto, quien no tomó las iniciativas tendientes a resguardar la guarnición en dicho poblado pese a tener evidencias contundentes de que la inminente rebelión indígena de Comas iba a descargarse por ese sector.[cita requerida]
En abril de 1883, realizó la nueva campaña de apoyo de las divisiones de Urriola y León García, que persiguieron a Cáceres.
Terminado el conflicto, fue designado coronel subdirector de la Escuela Militar en abril de 1885 y Comandante de la Policía de Santiago, desde septiembre de 1887 hasta 1889. Debido al incendio de los tranvías de Santiago de 1888, el gobierno de José Manuel Balmaceda pidió su renuncia al cargo.

### Guerra civil de 1891
El coronel del Canto renunció en el acto y se convirtió en el más firme opositor al gobierno balmacedista. Debido a sus ideas políticas fue exiliado a Tacna en 1890 y al estallar la Guerra Civil de 1891 ayudó a organizar al ejército congresista. 
Fue comandante del batallón “Pozo Almonte" y luego del batallón “Taltal" N.º 4. Al mando de una columna fue derrotado en el combate de Zapiga el 21 de enero de 1891.
Estando ya como general de brigada dirigió casi todas las acciones en la campaña de la Guerra Civil en el norte de Chile (Pisagua, Huara, Pozo Almonte, etc.) En Pisagua una parte de su ejército fue capturado por una estratagema de los militares pro-balmacedistas, las cuales después recuperó con un contragolpe,  como asimismo las batallas decisivas para la causa congresista de Concón y Placilla.
Victorioso por apoyar al Congreso, se le ascendió a general de división, con fecha 12 de noviembre de 1891.

### Vida final
La Presidencia de la República le envió en comisión militar a Europa, en donde permaneció hasta 1896 (ésta fue una forma de alejarlo del ambiente político puesto que trató infructuosamente de postularse a la Presidencia de la República).
Se retiró del ejército en 1907 y escribió sus Memorias, las que son un valioso documento sobre la vida política y militar de la época.
El general de división Estanislao del Canto falleció en Santiago, el 23 de junio de 1923, a los 84 años de edad. Estaba casado con Doralisa Toske (n. 1843), teniendo descendencia. Hoy una calle del Barrio de Villa Nonguén, hace honor a este insigne militar chileno.